# John Fitzalan, signore di Oswestry
John fitz Alan (1200 – 1240) è stato un nobile inglese di origine bretone e signore feudale.

## Biografia
Era il secondo figlio di William FitzAlan, I signore di Oswestry e Clun. Suo padre aveva acquisito grande poter ai confini del regno col Galles avendo ereditato Oswestry dal padre William fitz Alan e il castello di Clun dalla dote della matrigna Isabella de Say.
Alla morte del padre suo fratello William FitzAlan, II signore di Oswestry e Clun non riuscì ad ereditare i domini paterni a causa di una tassa ereditaria troppo alta imposta da Giovanni I d'Inghilterra. Alla morte senza figli di William nel 1215, John reclamò ed ottenne Oswestry come suo successore.
John fu uno dei baroni feudali che divenne bersaglio della vendetta di Giovanni I, in seguito alla rivolta dei baroni, che invase la città di Oswestry e le diede fuoco nel 1216.
John FitzAlan fu vicino Llywelyn ap Iorwerth, almeno fino al 1217.
Dopo l'ascesa di Enrico III d'Inghilterra, rappresentò la corona nella disputa tra il re ed il leader gallese nel 1226. Nello stesso anno funse da mediatore tra William Pantulf, signore di Wem, e Madog ap Gruffydd, signore di Powys e cugino di Llywelyn.
Nel 1233 durante il conflitto tra Enrico III e Llywelyn, John prese fermamente le parti della corona ed Oswestry venne di nuovo attaccata, questa volta dall'esercito gallese.
John sposò Isabel d'Aubigny, figlia di William d'Aubigny, III conte di Arundel e Mabel of Chester. Dal loro matrimonio nacque un figlio:
- John (1223–1267), signore di Clun ed Oswestry, che ereditò per via materna nel 1243 il castello ed il connesso titolo contale di Arundel[3].